# Кутлопъёхан
Кутлопъёхан (устар. Нери-Кур-Ех) — река в России, протекает по Ханты-Мансийскому АО. Устье реки находится в 51 км по левому берегу реки Куръёх. Длина реки составляет 61 км.
В 25 км от устья, по левому берегу реки впадает река Ай-Кутлопъёхан.

## Данные водного реестра
По данным государственного водного реестра России относится к Нижнеобскому бассейновому округу, водохозяйственный участок реки — Обь от впадения Иртыша до впадения реки Северная Сосьва, речной подбассейн реки — бассейны притока Оби от Иртыша до впадения Северной Сосьвы. Речной бассейн реки — (Нижняя) Обь от впадения Иртыша.
Код объекта в государственном водном реестре — 15020100112115300020418.